# Economia solidària
L'economia solidària o Economia Social i Solidària (ESS) fa referència a un ampli ventall d'activitats econòmiques que tenen com a objectiu prioritzar la rendibilitat social en lloc dels beneficis purament financers. Una característica clau que distingeix les entitats d'economia solidària de les empreses privades i públiques és el caràcter participatiu i democràtic de la governança en els processos de presa de decisions com un dels principis principals del sector de l'ESS. La participació activa de totes les persones implicades en els procediments de presa de decisions contribueix al seu empoderament com a subjectes polítics actius. Tanmateix, les diferents estructures organitzatives de l'ESS reflecteixen variacions en la governança democràtica i la participació inclusiva. L'Economia Social i Solidària és pot considerar com el conjunt d'iniciatives socioeconòmiques, formals o informals, individuals o col·lectives, que prioritzen la satisfacció de les necessitats de les persones per sobre del lucre. També es caracteritzen perquè són independents respecte als poders públics, actuen orientades per valors com l'equitat, la solidaritat, la sostenibilitat, la participació, la inclusió i el compromís amb la comunitat, i també, són promotores de canvi social.